# Última Hora Radio
Última Hora Radio es una emisora española de radio local de las Islas Baleares propiedad del Grupo Serra, surgida el 8 de junio de 1981. Es una emisora comercial generalista de ámbito regional enfocada a la actualidad, especialmente local y deportiva, con programación continua de más de doce horas diarias y que usa el español como lengua vehicular pero también el catalán de forma secundaria. 

## Historia
En 1981 el Grupo Serra puso en marcha la emisora Última Hora Radio, comenzando con ella el camino para llegar a ser el grupo mediático que es ahora. En los primeros años se asoció con Antena 3 y luego, en 2004, llegó a un acuerdo con la recién fundada Punto Radio, de alcance estatal, pasándose a llamar Última Hora Punto Radio. En 2011, el grupo Vocento decide reestructurar Punto Radio suprimiendo las emisiones regionales de varias zonas de Asturias, Cantábria, Murcia y Andalucía, y dividiéndola en dos marcas: ABC Punto Radio y Punto Radio Euskadi, Castilla y León, etc. Dos años más tarde, en 2013, las emisoras que eran ABC Punto Radio pasaron a ser del grupo COPE y las que seguían siendo Punto Radio continuaron en solitario. Éste fue el caso de Última Hora Punto Radio, que en marzo de ese año emprendió una nueva etapa en solitario como Última Hora Radio hasta el cese de sus emisiones, en junio de 2017.

## Programación

### Hoy es el Día
De lunes a viernes, de 08.30 a 14.00, Lina Pons y Carlos Durán dirigen el magacine más completo de la isla de Mallorca. Es un espacio dedicado a noticias de la isla de Mallorca y entrevistas a los protagonistas de la actualidad. Este programa cuenta también con un espacio en el que se repasan las noticias más curiosas de una forma humorística, Corazón Contento, en el que participa el humorista balear Agustín el Casta'.

### Última Hora Esports
De 14:05 a 14:30 y de 15:00 a 16:00 horas, el deporte balear es el protagonista en este horario, dirigido por Alberto Orfila y conducido por Miquel Alzamora, Juan Roca y Juan Pedro Martínez. Además el equipo de deportes también se encarga de la retransmisión de todos los encuentros que disputa el Real Mallorca.

## Frecuencias
- Alcudia: 100.2 FM
- Inca: 100.6 FM
- Capdepera: 99.2 FM
- Palma de Mallorca: 98.8 FM

## Enlaces
Última Hora Radio - página web

Grupo Serra - página web
- Datos: Q11118899